# Bob Cooper
Bob Cooper (Pittsburgh, 6 december 1925 - Hollywood, 5 augustus 1993) was een Amerikaanse jazzmuzikant (hobo, tenorsaxofoon), arrangeur en componist.

## Carrière
Cooper leerde in 1940 klarinet en vanaf 1941 tenorsaxofoon spelen. Hij werd bekend bij Stan Kenton, waarbij hij tussen 1945 en 1951 als saxofonist was gecontracteerd. Tijdens deze periode trouwde hij met de zangeres June Christy. Als lid van de Lighthouse All Stars trad hij tussen 1952 en 1962 op met Shorty Rogers, Pete Rugolo, Bud Shank en Christy, maar ook met Jimmy Giuffre. Hij was ook betrokken bij de opnamen van Ella Fitzgerald Sings the Cole Porter Songbook. In 1955 was hij medeoprichter van de formatie Shelly Manne & His Men.
Met Bud Shank maakte hij in 1957 en 1958 een Europese tournee, waarbij hij optrad met Attila Zoller, Albert Mangelsdorff en Gary Peacock. In 1959 werd hij aandeelhouder van Lighthouse Music. Hij schreef Music for Saxophones and Symphony Orchestra (1963) en film- en tv-muziek. Sinds midden jaren 1960 verdiende hij zijn geld als studiomuzikant. Later trad hij op met de orkesten van Frank Capp resp. Nat Pierce en van Bob Florence. Vervolgens werkte hij weer met Shorty Rogers en de Lighthouse All Stars. Cooper overtuigde als eerste jazzmuzikant op de hobo.

## Overlijden
Bob Cooper overleed in augustus 1993 op 67-jarige leeftijd.

## Discografie
- 1953: Howard Rumsey's Lighthouse All Stars: Sunday A La Lighthouse, Vol. 2 (Contemporary)
- 1955: Shelly Manne & His Men: The West Coast Sound (Contemporary)
- 1957: Coop! The Music Of Bob Cooper (OJC) met Conte Candoli, Victor Feldman, Mel Lewis
- 1957: Milano Blues (Fresh Sound)
- 1990: For All We Know (Fresh Sound) met Monty Budwig, Lou Levy

- Biblioteca Nacional de España: XX1619332
- Bibliothèque nationale de France: cb138927127 (data)
- Gemeinsame Normdatei: 134605772
- International Standard Name Identifier: 0000 0000 5512 9558
- Library of Congress Control Number: n82013471
- MusicBrainz: 765d7285-2886-477c-ab6a-0db75a5a0b3b
- Nederlandse Thesaurus van Auteursnamen: 09700684X
- Istituto Centrale per il Catalogo Unico: LO1V263916
- Système universitaire de documentation: 198332750
- Virtual International Authority File: 195699
- WorldCat: E39PBJvmQjGP34rVr7tJBtyDbd